# Norberto Höfling
Norberto Höfling (Cernăuţi, 20 juni 1924 – Brugge, 18 april 2005) was een Roemeens voetballer en voetbaltrainer.

## Carrière
Höfling was van Joodse afkomst. Hij begon zijn carrière in eigen land, voor wie hij internationaal was in 1945-47. Vervolgens speelde hij bij goede clubs in verschillende landen: Dinamo Cernăuţi, Carmen Boekarest, Ciocanul Boekarest, MTK Boedapest, Lazio Roma, Pro Patria en Lanerossi Vicenza.
Op zijn 33ste begon hij in 1957 zijn loopbaan als trainer bij Club Brugge en bracht die onmiddellijk van Tweede opnieuw in Eerste Klasse. Zes jaar later, na een dispuut met Fernand Goyvaerts, toen de ster van het veld, verliet hij Brugge voor Feyenoord. De Nederlandse cultuur lag hem evenwel minder en het jaar daarop was hij weer in België als trainer bij Racing White die hij naar Eerste deed opklimmen.
In 1967 keerde hij terug naar Club Brugge en behaalde er de Beker van België. Daarna vertrok hij naar RSC Anderlecht waar hij echter na enkele maanden al werd afgedankt. Hij trok toen naar Daring Club Brussel maar slaagde er niet in die opnieuw in Eerste te brengen. In 1972 tekende hij bij AS Oostende. Op twee jaar tijd bracht hij de club van Derde naar Eerste. Opnieuw rezen problemen tussen hem en het bestuur en de spelers wat leidde tot zijn afdanking in 1976. Hij ging toen aan de slag bij La Gantoise oftewel KAA Gent maar slaagde niet in het opzet om die van Derde naar Eerste te loodsen. In 1978 besloot hij een punt te zetten achter zijn trainersloopbaan. Voortaan wijdde hij zijn krachten aan de schoenenhandel die hij in Brugge had opgezet.
Hij was 80 toen hij op 18 april 2005 in Brugge overleed.

## Erelijst

### Trainer
Club Brugge
- Vicekampioen van België

1967/68
- Beker van België

1967/68
 Daring Club de Bruxelles
- Beker van België

Finalist: 1969/70